# One Sutton Place South
One Sutton Place South es un edificio de apartamentos cooperativo de 14 pisos y 42 unidades en el vecindario East Midtown de Manhattan, ciudad de Nueva York, con vista al East River en Sutton Place entre las calles 56 y 57. One Sutton Place South contiene las residencias de diplomáticos, magnates de la industria y ejecutivos de los medios.

## Historia
El edificio fue diseñado y terminado en 1927 por Rosario Candela y Cross and Cross para la familia Phipps.
El edificio está coronado por un penthouse, una unidad de 17 habitaciones que tiene 465 m² de espacio interior y 557 m² de terrazas que lo envuelven completamente; el ático se creó originalmente para Amy Phipps como un dúplex. Cuando su hijo, Winston Guest, el jugador de polo y esposo de la columnista de jardinería C. Z. Guest, se hizo cargo del apartamento, el piso inferior se subdividió en tres apartamentos separados, uno de los cuales estaba ocupado por el diseñador Bill Blass. Los invitados vivían en un lado del ático y uno de sus hijos, Alexander, vivió en el otro lado durante varios años. Los invitados vendieron el apartamento en 1963, cuando nació su hija, la miembro de la alta sociedad Cornelia Guest. Luego, el apartamento fue adquirido por Janet Annenberg Hooker, la filántropa que murió a fines de 1997 y era hermana de Walter Annenberg, el magnate de las comunicaciones y coleccionista de arte. El apartamento se puso en el mercado a principios de 1998.

### Disputa de propiedad
Una parte de la propiedad detrás de One Sutton Place South fue objeto de una disputa entre los propietarios del edificio y el Departamento de Parques y Recreación de la ciudad de Nueva York. Al igual que el parque adyacente, parte del jardín trasero de One Sutton Place South está en voladizo sobre FDR Drive, una concurrida autopista en el borde este de Manhattan que no es visible desde la mayor parte de Sutton Place. En 1939, las autoridades de la ciudad tomaron posesión de la propiedad detrás de One Sutton Place South mediante expropiación en relación con la construcción de FDR Drive y luego se la alquilaron nuevamente al edificio. El contrato de arrendamiento del edificio para su patio trasero expiró en 1990, La cooperativa intentó sin éxito extender el contrato de arrendamiento y luego hizo que los posibles compradores de apartamentos revisaran el estado legal del patio trasero y firmaran un acuerdo de confidencialidad. La cuestión de la propiedad llegó a un punto crítico en 2003 cuando el Departamento de Transporte del estado comenzó la rehabilitación de FDR Drive entre las calles 54 y 63 y amenazó con destrozar el jardín para arreglar la cubierta. En junio de 2007, la cooperativa demandó a la ciudad en un intento por quedarse con la tierra, y el 1 de noviembre de 2011, la cooperativa y la ciudad llegaron a un acuerdo en el que la cooperativa puso fin a su reclamo de propiedad de la sección de tierra que se encuentra sobre la plataforma solamente, y cada lado contribuiría con 1 millón de dólares para la creación de un parque público en la porción de tierra en disputa.
Otros residentes han incluido a John Fairchild, editor de Women´s Wear Daily; y la actriz Sigourney Weaver.